# كوبي ماينو
كوبي بواتينغ ماينو (بالإنجليزية: Kobbie Boateng Mainoo)‏ هو لاعب كرة قدم إنجليزي من أصل غاني ولد بتاريخ 19 أبريل 2005 في ستوكبورت.

## وصلات
كوبي ماينو على موقع الاتحاد الأوربي (الإنجليزية)
- كوبي ماينو على موقع قاعدة بيانات كرة القدم.إي يو (الإنجليزية)
- كوبي ماينو على موقع ليكيب (الفرنسية)
- كوبي ماينو على موقع ناشيونال فوتبول تيمز (الإنجليزية)
- كوبي ماينو على موقع Soccerbase.com (لاعب) (الإنجليزية)
- كوبي ماينو على موقع Soccerway.com (الإنجليزية)
- كوبي ماينو على موقع عالم كرة القدم.نت (الإنجليزية)